# Franz Friedrich Kindt
Franz Friedrich Kindt (* 14. Juni 1786 in Lübeck; † 26. März 1856 ebenda) war ein deutscher Apotheker und Naturforscher.

## Leben
Franz Friedrich Kindt war der älteste Sohn des aus Wismar stammenden Apothekers Gabriel Ludolph Kindt (1748–1813) in Lübeck und seiner Frau Sophie Christine, geb. Trendelenburg (1759–1821), einer Tochter von Karl Ludwig Friedrich Trendelenburg und Schwester von Theodor Friedrich Trendelenburg und Johann Georg Trendelenburg. Er machte seine Apothekerlehre bei Arend Joachim Friedrich Wiegmann an der Hofapotheke in Braunschweig und vervollständigte sein Wissen danach an der Universität Göttingen. Danach kehrte er nach Lübeck zurück und führte zunächst bis zum Tod des Vaters 1813 die Geschäfte von dessen Kleiner Apotheke, der späteren Adler-Apotheke, um sie nach dem Tod des Vaters ganz zu übernehmen. Zu diesem Zeitpunkt (und bis 1884) befand sich die Apotheke in der Alfstraße 12. 1813 gehörte er zu den Lübecker Bürgern der Franzosenzeit, die von der französischen Besatzung als Geiseln von Lübeck auf das Schiff Ceres im Hamburger Hafen geführt wurden. 1814 wurde er Mitglied der Schonenfahrer in Lübeck.
In Göttingen hatte er den Kontakt zu führenden Chemikern seiner Zeit gefunden und hielt ihn sein Leben lang aufrecht. Er erarbeitete sich einen Ruf als Chemiker, aber auch als Botaniker und Mineraloge. Zu diesen Gebieten hielt Kindt auch Vorträge in der Gesellschaft zur Beförderung gemeinnütziger Tätigkeit, der er seit 1814 angehörte und deren Vorsteherschaft er zeitweilig angehörte. Er beschäftigte einen Gärtner und Botaniker Marcus de Wolff, der ihm einen Botanischen Garten anlegte und Kurse und Exkursionen für Apothekerlehrlinge und Schüler des Katharineums anbot. Die in diesem Kreis und u. a. von seiner Hand entstandenen Handschriften bilden die Grundlage moderner Botanik für die Region um Lübeck.
Technischen Neuerungen überaus aufgeschlossen führte Kindt in seinem Haus 1817 als erster in Lübeck die Gasbeleuchtung mit selbst erzeugtem Gas ein und schloss diese mit Aufnahme der Gasversorgung in Lübeck 1854 an das neue öffentliche Versorgungsnetz an. Das Labor seiner Apotheke nutzte bereits ab 1827 selbst erzeugten Dampf als Kochquelle. Seinen Gehilfen und Laboranten Gottfried Renatus Häcker wies er ab 1824 in die Mineralogie und Botanik mit ein. Häcker, der bis zu Kindts Tod bei ihm blieb, verfasste 1844 die erste gedruckte botanische Aufnahme des Lübecker Staatsgebiets. 1853 trat Hermann Linde der Ältere als weiterer Apothekergehilfe in die Apotheke ein.
Im Ehrenamt war Kindt vielfach bürgerschaftlich tätig: Er war Vorsteher der Bürgerwasserkunst (wo er die ersten Eisenrohre einführte), an St. Jürgen, der Glandorp-Stiftung, des Lübecker Waisenhauses und des Cholera-Waisenhauses nach der Epidemie 1832. Der Gemeinnützigen Gesellschaft diente er als Vorsteher 1817–1820 und 1829–1833, als Vorsteher der technischen Anstalt 1828–1834, als Vorsteher der Naturaliensammlung (später im Museum am Dom), von 1817 bis 1836. Er war Mitglied des Ausschusses für die Schwimmschule 1820 bis 1835, des Ausschusses für den Unterricht taubstummer und blinder Kinder von 1827 bis 1841 und Revisor der Sparkasse in den Jahren 1823 und 1824.
Er war ab 1812 kinderlos verheiratet mit Ferdinandine Pruis aus Braunschweig. Der in Bremen wirkende Apotheker und Naturforscher Georg Christian Kindt (1793–1869) war der jüngere Bruder.
Seine nachgelassene Bibliothek wurde am 6. Oktober 1856 durch F. Förster in Leipzig versteigert.

## Schriften
Kindt beschäftigte sich in seinen Veröffentlichungen mit der Reinigung des Rübenzuckers.

## Ehrungen
- 1830 Ehrenmitglied des norddeutschen Apothekervereins, 1846 wirkliches Mitglied
- 1837 Mitglied des schwedischen Gartenbau-Vereins
- 1840 korrespondierendes Mitglied des Apotheker-Vereins in Hamburg